# Adlivun
In de Inuitmythologie zijn de Adlivun de geesten van de doden die vertrokken zijn naar de onderwereld, (het betekent ook onderwereld), die onder het land en onder de zee ligt.
De zielen verzamelen zich daar ter voorbereiding op de reis naar het Land van de Maan (Quidlivun), waar ze eeuwige rust en vrede vinden. Sedna, Tornarsuk, de tornat (geesten van overleden dieren en natuurlijke dingen) en de tupilak (zielen van doden) leven in Adlivun. Adlivun wordt voorgesteld als een grote ijsvlakte. Sedna is daar de baas van en beslist of de geesten goed voorbereid zijn op het volgende deel van hun reis.
Wanneer een Inuit sterft, wordt hij in kariboehuid gewikkeld en begraven. Oude mensen liggen met hun voeten naar het zuidoosten, kinderen naar het zuidwesten en middelbare mensen naar het zuiden. Drie dagen van rouw en ritueel worden uitgevoerd en dan wordt de dode door de psychopompoi Pinga en Anguta naar Adlivun gebracht.